# Campionati cinesi di ciclismo su strada
I campionati cinesi di ciclismo su strada sono la manifestazione annuale di ciclismo su strada che assegna il titolo di Campione di Cina. I vincitori hanno il diritto di indossare per un anno la maglia di campione cinese, come accade per il campione mondiale.

## Campioni in carica
| Uomini Elite | Uomini Elite  | Uomini Elite |
| ------------ | ------------- | ------------ |
| In linea     | Niu Yikui     |              |
| Cronometro   | Xue Ming      |              |
| Donne Elite  |               |              |
| In linea     | Feng Zhaoqi   |              |
| Cronometro   | Shen Shanrong |              |

## Albo d'oro

### Titoli maschili
Aggiornato all'edizione 2020.
| Anno      | Vincitore       | Secondo         | Terzo           |
| --------- | --------------- | --------------- | --------------- |
| 2003      | Guozhang Wang   | -               | -               |
| 2004-2006 | Non organizzata | Non organizzata | Non organizzata |
| 2007      | Xu Gang         | Hui Guo         | Hongye Deng     |
| 2008      | Yilin Liu       | Xu Gang         | Fuyu Li         |
| 2009      | Xu Gang         | Bo Liu          | Yu Shi Jie      |
| 2010-2011 | Non organizzata | Non organizzata | Non organizzata |
| 2012      | Xu Gang         | Meiyin Wang     | Ho Ting Kwok    |
| 2013      | Shuang Shan     | Ma Guangtong    | Jingbiao Zhao   |
| 2014      | Jingbiao Zhao   | Yikui Niu       | Xi Cao          |
| 2015      | Yake Hou        | Xue Chaohua     | Meiyin Wang     |
| 2016      | Ma Guangtong    | Liu Jiankun     | Xue Chaohua     |
| 2017      | Zhao Jingbiao   | Ma Guangtong    | Yang Haoran     |
| 2018      | Non organizzata | Non organizzata | Non organizzata |
| 2019      | Xue Chaohua     | Niu Yikui       | Ma Binyan       |
| 2020      | Wang Meiyin     | Wang Ruidong    | Wa Junjie       |
| 2021      | Non organizzata | Non organizzata | Non organizzata |
| 2022      | Niu Yikui       | Feng Zhaoqi     |                 |

| Anno      | Vincitore       | Secondo         | Terzo              |
| --------- | --------------- | --------------- | ------------------ |
| 2006      | Song Baoqing    | Hai Jun Ma      | Li Fuyu            |
| 2007      | Song Baoqing    | Hai Jun Ma      | Xitao Ji           |
| 2008      | Non organizzata | Non organizzata | Non organizzata    |
| 2009      | Fuyu Li         | Jianshi Luo     | Zhang Wenlong      |
| 2010      | Non organizzata | Non organizzata | Non organizzata    |
| 2011      | Cheung King Lok | Biao Liu        | Jianshi Luo        |
| 2012      | Xue Ming Xing   | Cheung King Lok | Meiyin Wang        |
| 2013      | Cheung King Lok | Chen Libin      | Li Wei             |
| 2014      | Wu Nan          | Jiang Zhihui    | Ziao Jingbiao      |
| 2015      | Wu Nan          | Xu Yulong       | Wang Fengnian      |
| 2016      | Xu Yulong       | Liu Jiankun     | Guo Liang          |
| 2016      | Xu Yulong       | Liu Jiankun     | Guo Liang          |
| 2017      | Cheung King Lok | Xu Yulong       | Lau Wan Hei Victor |
| 2018      | Non organizzata | Non organizzata | Non organizzata    |
| 2019      | Shi Hang        | Chen Libin      | Bai Lijun          |
| 2020      | Xue Ming        | Liu Hao         | Bai Lijun          |
| 2021-2022 | Non organizzata | Non organizzata | Non organizzata    |